# Metopius scutatifrons
Metopius scutatifrons là một loài tò vò trong họ Ichneumonidae.